# Arsen Melikian
Arsen Melikian (orm. Արսէն Մէլիքյան, ur. 17 maja 1976 w Erywaniu) – ormiański sztangista. Brązowy medalista olimpijski z Sydney.
Zawody w 2000 były jego jedynymi igrzyskami olimpijskimi. Zdobył brąz w wadze do 77 kg. W 2005 był trzeci w mistrzostwach Europy.